# Nastavni zavod za javno zdravstvo
Nastavni zavod za javno zdravstvo, vrsta zdravstvenog zavoda. To je zdravstvena ustanova 
za obavljanje stručnih i znanstvenih djelatnosti na području javnozdravstvene djelatnosti. Predstavlja zavod za javno zdravstvo čiji je djelokrug proširen obavljanjem nastave iz područja javnozdravstvenih djelatnosti odnosno koji su nastavna baza visokih učilišta zdravstvenog usmjerenja.